# Mylothris trimenia
Mylothris trimenia is een vlindersoort uit de familie van de Pieridae (witjes), onderfamilie Pierinae.
Mylothris trimenia werd in 1869 beschreven door Butler.